# Буревісникоподібні
Буревісникоподібні, або трубконосі (Procellariiformes) — ряд морських птахів, що складається з 4 родин (родина альбатросові (Diomedeidae), родина буревісникові (Procellariidae), родина качурки (Hydrobatidae), родина буревісники пірнаючі (Pelecanoididae). Назву «трубконосі» ці птахи отримали за особливу будову дзьоба. Ніздрі їх витягнуті двома роговими трубочками, що лежать зверху на дзьобі отворами вперед (у деяких буревісників отвори направлені вгору).
Вони мають космополітичне розповсюдження вздовж світового океану, головним чином, навколо Нової Зеландії.
Буревісникоподібні — колоніальні птахи, як правило, гніздяться на безлюдних островах, де немає хижаків. Більші види гніздяться на поверхні землі, в той час як більшість дрібних видів гніздяться в природних порожнинах і отворах. Вони характеризуються сильною філопатрією, тобто вони повернуться в рідні колонії розмножуватися і повернутися на те ж місце гніздування протягом багатьох років.
Буревісникоподібні є моногамними, шлюбні відносини можуть тривати протягом усього життя. Відкладають тільки одне яйце і зазвичай тільки з однієї спроби. Обоє батьків беруть участь у інкубації і вирощуванні молоді.